# آرثر هيوز (ممثل)
آرثر هيوز (بالإنجليزية: Arthur Hughes)‏ هو مقدم برامج إذاعية وممثل أمريكي، ولد في 24 يونيو 1894 في الولايات المتحدة، وتوفي في 28 ديسمبر 1982 بنيويورك في الولايات المتحدة.

## أعمال

### أفلام
- (1974) غاتسبي العظيم

## وصلات خارجية
- آرثر هيوز على موقع IMDb (الإنجليزية)
- آرثر هيوز على موقع قاعدة بيانات برودواي على الإنترنت (الإنجليزية)
- آرثر هيوز على موقع قاعدة بيانات الفيلم (الإنجليزية)